# Ячменюха
Ячменю́ха (рос. Ячменюха) — село у складі Новокузнецького району Кемеровської області, Росія. Входить до складу Терсинського сільського поселення.

## Населення
Населення — 95 осіб (2010; 112 у 2002).
Національний склад (станом на 2002 рік):
- росіяни — 99 %